# Rio Gâlceag
O Rio Gâlceag é um rio da Romênia, afluente do Sebeş, localizado no distrito de Alba.